# Pilori de Vila Nova de Foz Coa
Le pilori de Vila Nova de Foz Côa est un ancien pilori situé sur le territoire de la municipalité de Vila Nova de Foz Côa (district de Guarda, Portugal).
Il représentait l'autonomie judiciaire et administrative de la commune. Il est classé Monument national depuis 1910.

## Galerie

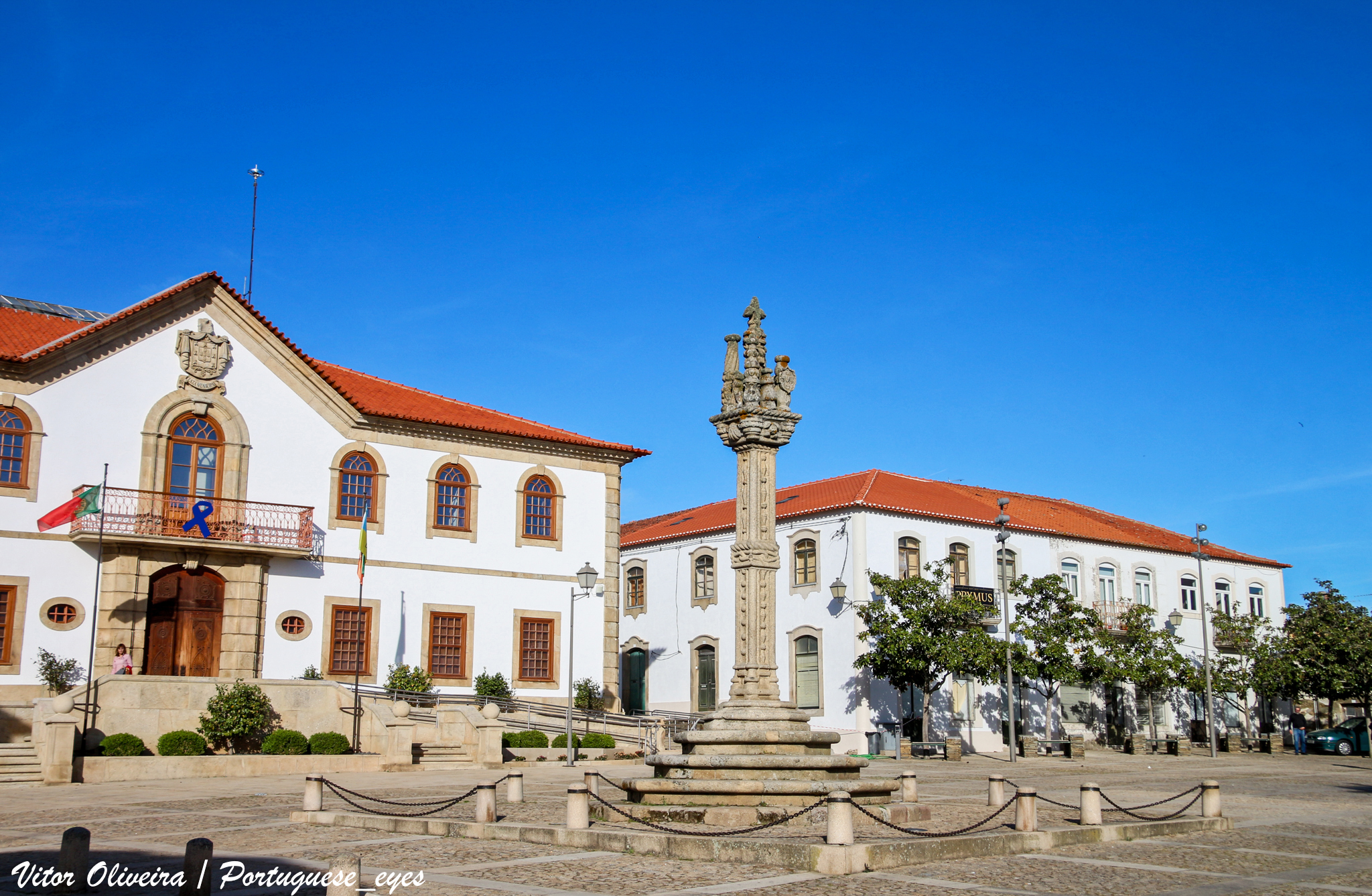
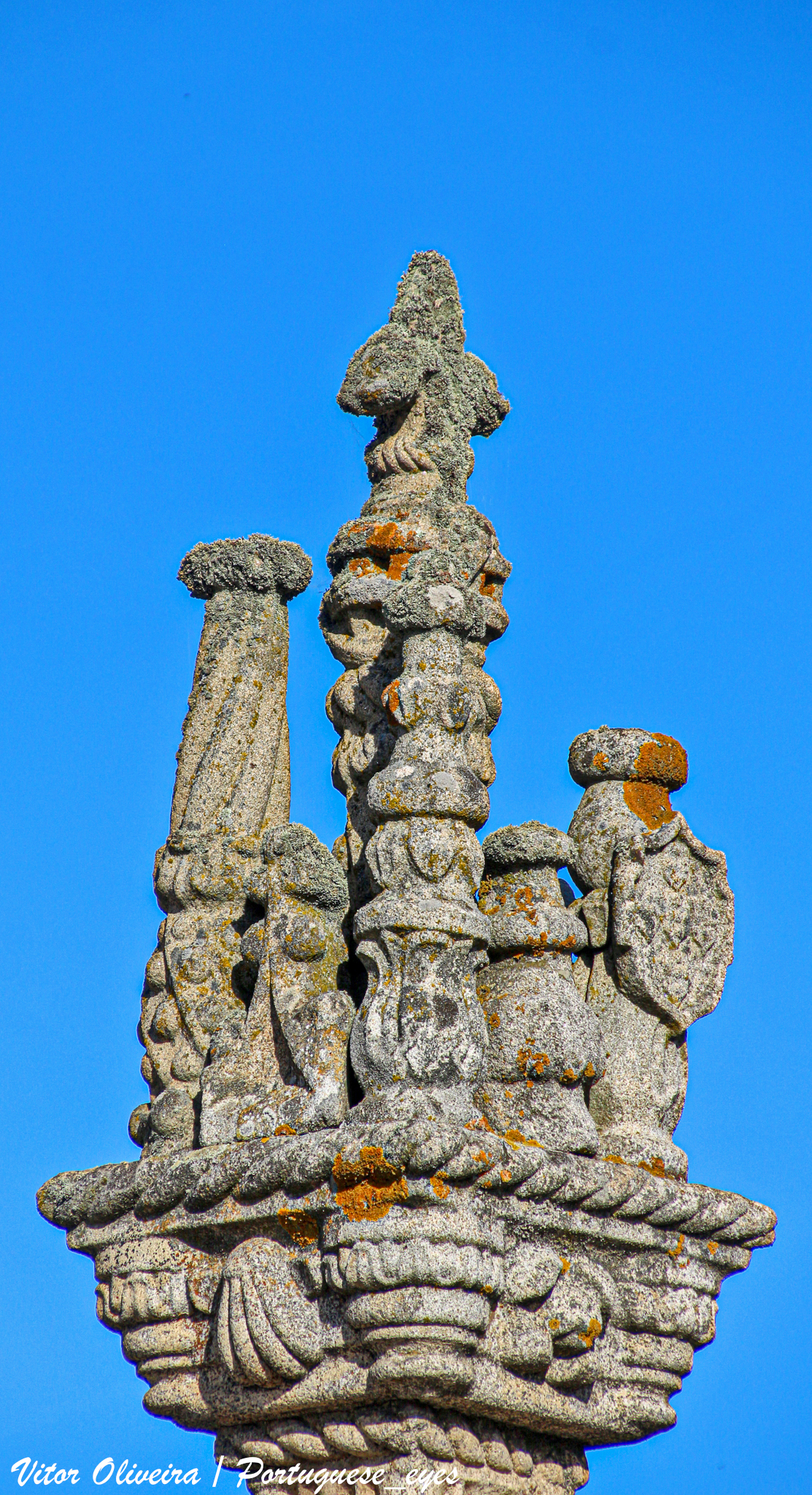

## Historique
Ce pilori à cage a été construit en 1514 après l'octroi d'une nouvelle charte du Manuel Ier.